# 오거스태나
오거스태나(Augustana)는 미국의 록 밴드이다.